# Hidalgo kommun, Michoacán de Ocampo
Hidalgo är en kommun i Mexiko.   Den ligger i delstaten Michoacán de Ocampo, i den södra delen av landet, 160 km väster om huvudstaden Mexico City.
Följande samhällen finns i Hidalgo:
- Ciudad Hidalgo
- San Bartolo Cuitareo
- Colonia Antorcha Campesina
- San Isidro Alta Huerta
- Rincón de Cedeños
- Colonia Ecológica Asociación de Lucha Social
- San Lucas Huarirapeo
- Colonia Aquiles Córdoba Morán
- Tierras Coloradas
- Colonia el Mirador
- El Porvenir
- Las Grutas
- Pucuato
- El Chaparro
- Puente de Tierra
- Magallanes
- La Teja
- Huaniqueo
- Fraccionamiento San Jerónimo
- Las Pilas
- La Cuadrilla
- La Verónica
- Solache
- Salida de Janamoro
- Puerto de Cuitareo
- Cieneguillas
- La Venta de San Andrés
- Las Caleras
- Rancho Grande
- Mesa de Guadalupe
- Rincón de San Jerónimo
- Lázaro Cárdenas
- San Nicolás Cuchipitio
- El Cortijo
- Cuchipitio Palos Secos
- San José Irapeo
- Los Cedritos
- Santa Rosa
- Rancho Alegre
- Casas Pintas
- Peñuelas
- El Bayo
- Los Pozos
- Tacario
- Rincón de Escobedo
- Arroyo Largo
- El Jaral
- El Molcajete
- Puente de Vacas
- La Conguera
- La Mina
- Piedra Parada
- Cuitzillos
- Estanco de San Matías
- La Resinera
- La Palma
- El Potrero de la Virgen
- Colonia Tello los Tizates
- La Mesa
- Rincón del Escobal
- El Muerto